# Blepharita miniota
Blepharita miniota là một loài bướm đêm trong họ Noctuidae.